# Slammiversary XVI
Slammiversary XVI est une émission de télévision à la carte de catch professionnel produite par l'Impact Wrestling. Elle s'est déroulée le 22 juillet 2018 au Rebel Entertainment Complex à Toronto en Ontario au Canada. Ce fut le 16ème événement de la chronologie des Slammiversary. Elle fut retransmise en direct sur la chaîne de télévision FITE TV. Lors de cet événement huit matchs étaient au programme. L'événement a reçu des acclamations de la part des fans et des critiques.

## Storylines
Les spectacles d'Impact Wrestling sont constitués de matchs aux résultats prédéterminés par les scénaristes d'Impact Wrestling . Ces rencontres sont justifiées par des storylines – une rivalité avec un catcheur, la plupart du temps – ou par des qualifications survenues dans les shows d'Impact Wrestling. Tous les catcheurs possèdent un gimmick, c'est-à-dire qu'ils incarnent un personnage gentil (face) ou méchant (heel), qui évolue au fil des rencontres.

## Tableau des Matchs
| # | Match | Stipulations                                                        | Durée |
| - | --- | ------------------------------------------------------------------- | ----- |
| 1 | Johnny Impact bat Fenix, Petey Williams & Taiji Ishimori                                                    | Four-way match                                                      | 11:00 |
| 2 | Tessa Blanchard bat Allie                                                                                   | Match simple                                                        | 11:00 |
| 3 | Eddie Edwards bat Tommy Dreamer                                                                             | House of Hardcore Match                                             | 11:10 |
| 4 | Brian Cage bat Matt Sydal (c)                                                                               | Match simple pour le Impact X-Division Championship                 | 9:45  |
| 5 | Su Yung (c) bat Madison Rayne                                                                               | Match simple pour le Impact Knockout's Championship                 | 6:50  |
| 6 | The Latin American Xchange (Ortiz et Santana) (w/Konnan) (c) battent The OGz (Hernandez & Homicide (w/King) | 5150 Street Fight Match pour les Impact World Tag Team Championship | 13:45 |
| 7 | Pentagón Jr. (Mask) bat Sami Callihan (Hair)                                                                | Mask vs. Hair Match                                                 | 18:15 |
| 8 | Austin Aries (c) bat Moose                                                                                  | Match simple pour le Impact World Championship                      | 15:50 |

## personnel Hors-Ring
| Commentateur | Ring Annonceur | Arbitre         | Intervieweuse |
| ------------ | -------------- | --------------- | ------------- |
| Josh Mathews | Jeffery Scott  | Brandon Tolle   | Alicia Atout  |
| Don Callis   |                | John E. Bravo   |               |
|              |                | Kris Levin      |               |
|              |                | Harry Demerjian |               |